# Rudé právo

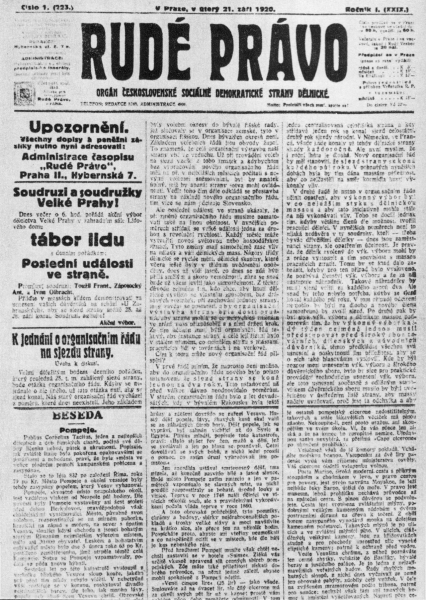
Rudé právo vom 21. September 1920

Rudé právo („Rotes Recht“) war das Zentralorgan der Kommunistischen Partei der Tschechoslowakei. 
Sie wurde nach den Auseinandersetzungen zwischen den Sozialdemokraten und den Kommunisten gegründet. Ihre Erstausgabe erschien am 21. September 1920. Der langjährige Chefredakteur war Oldřich Švestka.
In der Zeit der sozialistischen Tschechoslowakei war sie die Zeitung für den tschechischen Teil; das slowakische Gegenstück war Pravda („Wahrheit“).
Nach der Samtenen Revolution im Herbst 1989 sagte sich die Redaktion von den Kommunisten los. Ab 1991 erschien das gleichnamige Nachfolgeblatt, dessen Name am 18. September 1995 in Právo (Recht) geändert wurde.